# Croacia en los Juegos Europeos
Croacia en los Juegos Europeos está representada por el Comité Olímpico Croata, miembro de los Comités Olímpicos Europeos. Ha obtenido un total de 32 medallas: 8 de oro, 9 de plata y 15 de bronce.

## Medalleros

### Por edición
| Evento        | Oro | Plata | Bronce | Total |
| ------------- | --- | ----- | ------ | ----- |
| Bakú 2015     | 1   | 4     | 6      | 11    |
| Minsk 2019    | 2   | 1     | 5      | 8     |
| Cracovia 2023 | 5   | 4     | 4      | 13    |
| TOTAL         | 8   | 9     | 15     | 32    |

### Por deporte
| Evento        | Oro | Plata | Bronce | Total |
| ------------- | --- | ----- | ------ | ----- |
| Atletismo     | 0   | 1     | 0      | 1     |
| Boxeo         | 0   | 1     | 3      | 4     |
| Judo          | 0   | 0     | 1      | 1     |
| Karate        | 3   | 2     | 1      | 6     |
| Kickboxing    | 0   | 0     | 1      | 1     |
| Lucha         | 0   | 0     | 1      | 1     |
| Natación      | 0   | 1     | 0      | 1     |
| Sambo         | 1   | 0     | 0      | 1     |
| Taekwondo     | 3   | 2     | 6      | 11    |
| Tenis de mesa | 0   | 0     | 1      | 1     |
| Tiro          | 1   | 2     | 0      | 3     |
| Tiro con arco | 0   | 0     | 1      | 1     |
| TOTAL         | 8   | 9     | 15     | 32    |